# Laslovo
Il Laslovo è un traghetto appartenente alla compagnia di navigazione croata Jadrolinija.

## Servizio
Varato nel 1997 nel cantiere navale Brodosplit di Spalato e consegnato nello stesso anno alla Jadrolinija, prende servizio nei collegamenti tra Dvernik e Sućuraj.
Nell'aprile del 2009 viene brevemente impiegato sulla Makarska-Sumartin.
Nel maggio del 2012 viene trasferito nei collegamenti tra Biograd na Moru e Tknon. Successivamente, torna sulla Dvernik-Sućuraj, dove opera tutt'oggi insieme al gemello Ston.

## Navi gemelle
- Kijevo
- Ston